# Орлецы (микрорайон)
Орлецы́ — пригородный микрорайон в черте города Пскова. Бывшая деревня, расположена на юге Завеличья на левом берегу реки Мирожа (Мирожка).
Указом Президиума Верховного Совета РСФСР от 13 января 1976 года деревня Орлецы Завеличенского сельсовета Псковского района была включена в состав города Пскова.
Одноимённое название имеют набережная (Орлецкая, на правом берегу реки Мирожки) и самое большое по площади в городе кладбище (Орлецы-1, Орлецы-2, Орлецы-3), простирающееся от Орлецов глубоко на юг и практически исчерпавшее свой земельный ресурс (кладбище уже упёрлось в границу города с районом).
На юге Орлецы примыкают к Орлецовскому кладбищу, на западе граничат с Тямшанской волостью Псковского района (в том числе с д. Новая Гоголевка). На севере примыкают к Псково-Рижской железной дороге (Изборская линия 3-й км). К востоку расположен бывший посёлок — ныне также пригородный псковский микрорайон — Корытово. Транзитными дорогами, соединяющими Орлецы с основным городом, являются Сосновая улица (через Новую Гоголевку и Корытовское шоссе в Бутырках) и улица Яна Райниса (через Корытово). С центром города связан автобусным маршрутом № 8.
Расположена церковь Воскресения Христова на Орлецовском кладбище (заложена в 1994 г.; освящена 24 августа 1997 г.; «Псковгражданпроет», арх. Ширяев Ю. М.).